# HD 209458 b
HD 209458 b (neslužbeno Osiris) je egzoplanet u orbiti zvijezde HD 209458 iz konstelacije Pegaz, na procijenjenoj udaljenosti od 159 svjetlosnih godina. 
Planet spada u kategoriju vrućih Jupitera, a to su plinoviti planeti bliže zvijezdi nego planet Merkur Suncu. Taj planet gubi atmosferu pod utjecajem zvjezdanih vjetrova, razinom od 10 000 tona/s. U srpnju 2014. objavljeno je otkriće veoma suhe atmosfere u ovom i još dva planeta (HD 189733b i WASP-12b).